# Marco Anneo Lucano
Marco Anneo Lucano (Cordova, 3 novembre 39 – Roma, 30 aprile 65) è stato un poeta latino.

## Biografia

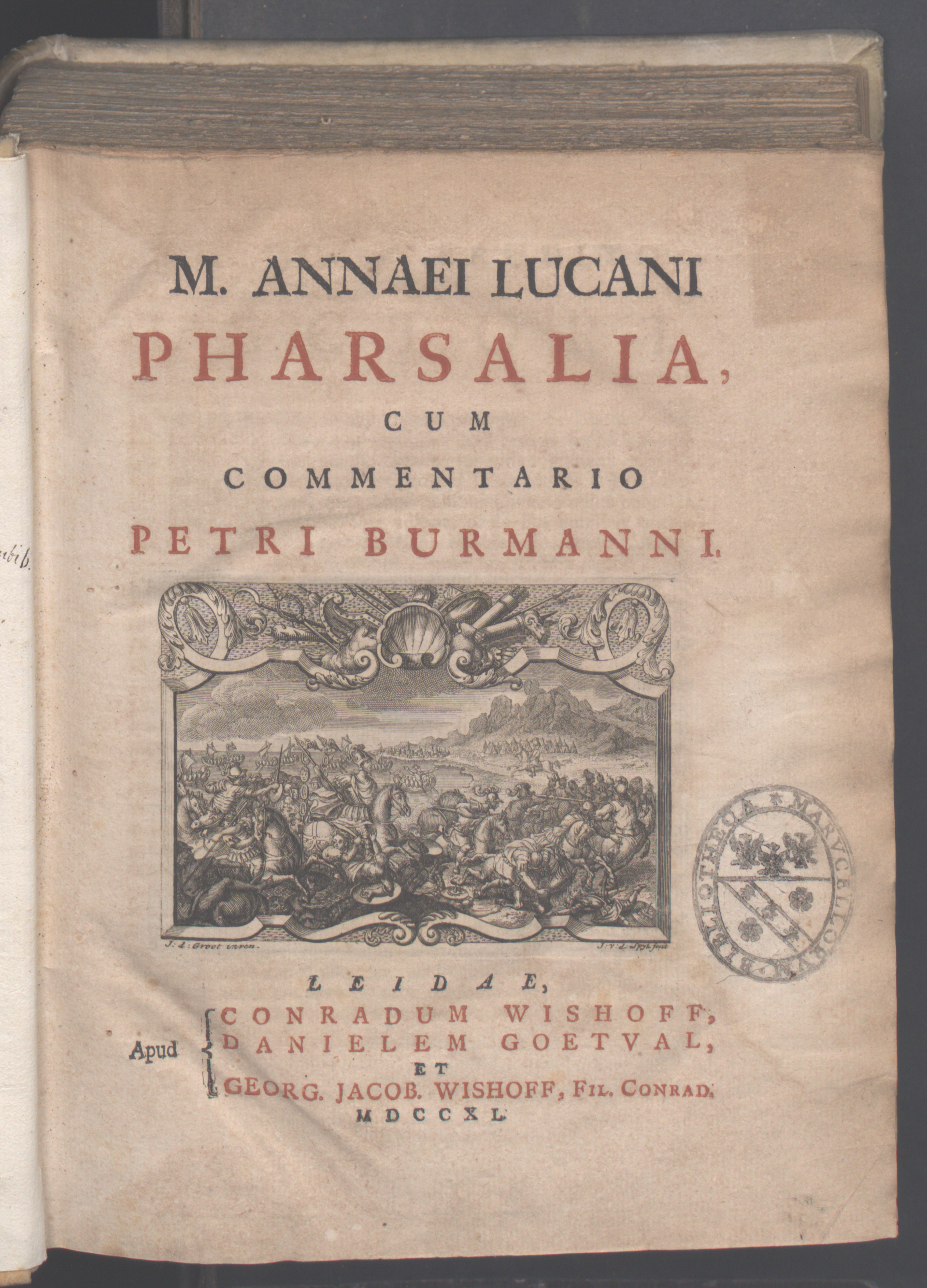
Pharsalia, 1740

I dati biografici sulla vita di Lucano derivano da tre biografie antiche: una prima risale al  De poetis di Svetonio, una seconda viene attribuita al commento al  Bellum Civile sive Pharsalia di un non meglio identificato Vacca ed una terza, più breve ed anonima, è trasmessa dal codice Vossianus Lat. F 63, risalente al X sec.; altri autori che nominano Lucano e ci forniscono notizie sulla biografia del poeta sono Persio, Tacito nel quindicesimo libro degli Annales in riferimento alla congiura di Pisone e Stazio nelle Silvae (2,7).
Marco Anneo Lucano nacque a Cordova il 3 novembre del 39 d.C. da Marco Anneo Mela, fratello di Seneca. Già nel 40 si trasferì con la famiglia a Roma, dove studiò e fu allievo dello stoico Lucio Anneo Cornuto e nella cui scuola avrebbe stretto amicizia con Aulo Persio Flacco.
Entra a far parte della cerchia di amici dell'imperatore Nerone, il quale gli concesse di ricoprire la questura prima di raggiungere l'età minima prevista e di entrare a far parte del collegio degli auguri. Nel 60, inoltre, prese parte ai Neronia, certamina poetici indetti da Nerone, recitando le laudes Neronis indirizzate al princeps stesso; inoltre, secondo alcune fonti antiche, nel 60 pubblicò i primi tre libri del suo capolavoro, il poema epico che narra la guerra civile tra Cesare e Pompeo, Pharsalia siue Bellum Ciuile.
Tuttavia, per motivi ancora oscuri, nell'arco di pochi anni si generò una frattura nei legami tra Nerone e Lucano, al punto che quest'ultimo, stando a quanto riporta Tacito nel XV libro degli  Annales, aderì alla congiura organizzata da Pisone nel 65. Le biografie di Vacca e di Svetonio riportano motivi divergenti in merito alla causa di questo cambiamento nei rapporti tra Lucano e Nerone: Svetonio, infatti, ritiene che il contrasto tra i due fosse da imputare totalmente all'impulsività di Lucano, il quale si sarebbe offeso poiché Nerone, durante un'esibizione del poeta, convocò una seduta straordinaria in Senato e se ne andò con il solo scopo di interrompere la sua performance; Lucano, quindi, avrebbe iniziato ad inveire contro il princeps apertamente fino ad unirsi alla congiura e addirittura a diventarne paene signifer. Vacca, invece, attribuisce la rottura fra i due solamente all'invidia di Nerone, il quale sarebbe stato geloso dei successi di Lucano e avrebbe voluto proibire al poeta di comporre versi e di praticare l'attività forense (particolare, questo, di cui solo in Vacca troviamo un riferimento): tale versione sarebbe avvalorata da Tacito, che racconta come Nerone, dopo aver tentato invano di emulare Lucano, avrebbe impedito al poeta di esibirsi.
Secondo Tacito, una volta scoperta la congiura, Lucano negò insieme ad altri due suoi compagni congiurati, Quinziano e Senecione, il proprio coinvolgimento nel complotto e, nella speranza di salvarsi, si spinse fino a denunciare la madre; quest'ultima notizia è confermata da Svetonio, il quale afferma che Lucano avrebbe sperato di trarre un vantaggio dal denunciare la madre nonostante questa fosse innocente, dal momento che Nerone stesso si era macchiato del matricidio di Agrippina. Tuttavia, secondo Tacito, la madre Acilia dopo la denuncia non fu né condannata né assolta, ma semplicemente dissimulata, cioè non venne presa in considerazione.
A Lucano, così come a molti altri, venne dato l'ordine di togliersi la vita, a soli 25 anni. Il 30 aprile del 65, dopo aver scritto una lettera d'addio al padre contenente anche alcune modifiche ai suoi versi, consumò un lauto pranzo e, declamando dei propri versi nei quali descriveva la morte di un soldato dissanguato, si fece tagliare le vene dei polsi da un medico.

## Opere

### Opere minori
Ci sono giunti i titoli ed, in rari casi, brevi frammenti, di molti componimenti lucanei andati perduti. Lucano scrisse infatti dei  Saturnalia, delle Siluae, una tragedia, Medea, il carme Orpheus, oltre ai poemetti giovanili Iliaca e Catachthonion.
Il numero e la varietà delle composizioni perdute di cui si ha notizia testimoniano un'eccezionale precocità artistica, unita a una notevole versatilità. Dai titoli delle opere perdute si comprende come il gusto di Lucano fosse conforme ai gusti neroniani: antichità troiane e poesia di intrattenimento, ricca di spunti occasionali e raffinata nella fattura.

### Bellum civile
Ci è fortunatamente pervenuto integralmente il Bellum Civile o Pharsalia (Farsaglia), poema epico in 10 libri, per un totale di 8060 versi, che rimase incompiuto per la morte dell'autore: si arresta, infatti, al X libro. Si ipotizza infatti che Lucano avesse intenzione di comporre 12 libri, su modello dell'Eneide virgiliana. 
Argomento dell'opera è la guerra civile che oppose Cesare a Pompeo e che trovó nella battaglia di Farsalo il suo punto culminante, raccontato da Lucano nel VII libro.

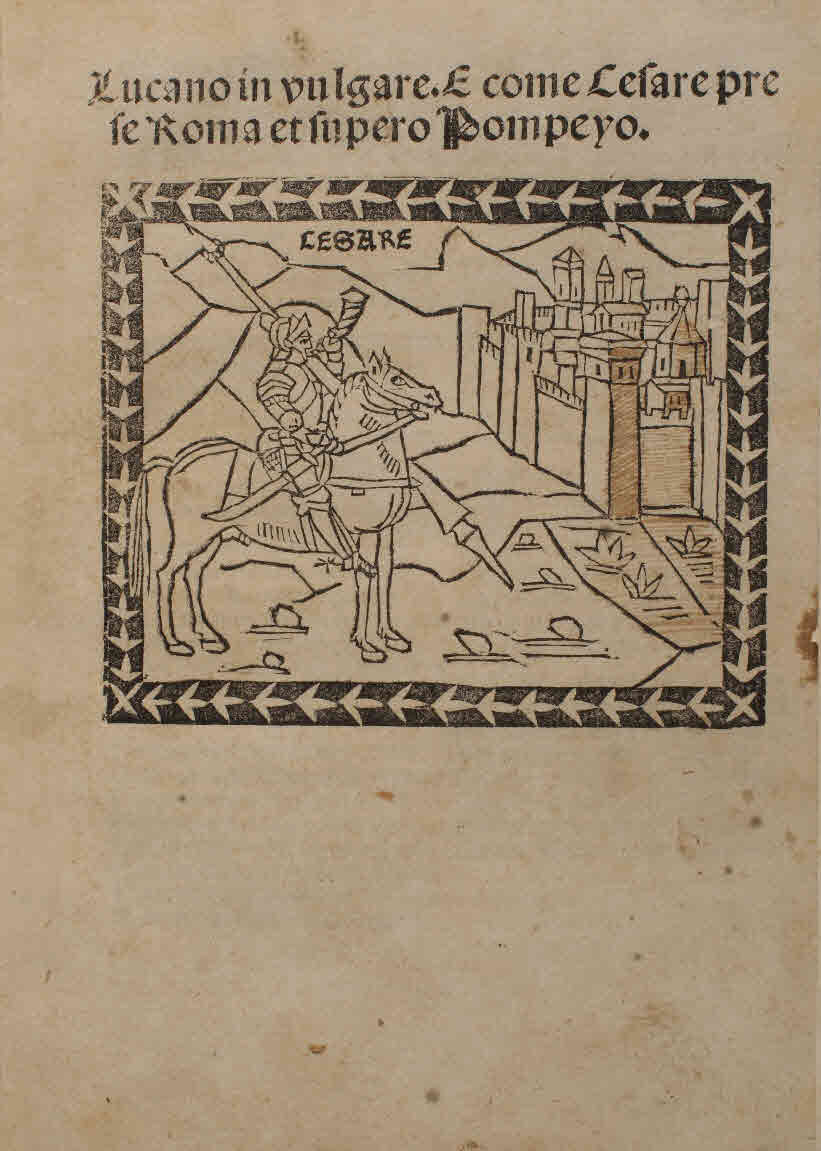
Pharsalia, circa 1493

Lucano utilizzò molto probabilmente come fonti storiche Tito Livio, Asinio Pollione, Gaio Giulio Cesare e Seneca il Retore, nonostante molti studiosi hanno riscontrato distorsioni e deformazioni dei fatti storici apportati dal poeta motivabili alla luce di ragioni ideologiche legate al pensiero lucaneo. Lucano elimina del tutto l'apparato divino, in contrasto con la tradizione dei poemi epici; l'unica "divinità" che governa le vicende umane è la Fortuna. L'elemento "meraviglioso" viene parzialmente recuperato tramite l'introduzione di sogni, visioni, profezie, eventi naturali, pratiche magiche. L'opera è però atipica sin dalla scelta del tema, poiché tutti i poeti latini che si erano occupati di vicende storiche lo avevano fatto con l'intento di celebrare Roma e la sua grandezza; Lucano, al contrario, presenta la guerra civile come un evento funesto che ha innescato la decadenza della Roma repubblicana. La condanna di Lucano è violenta: non si è trattato di una guerra ordinaria, ma di "bella plus quam civilia", "guerre più che civili" (verso 1), proprio perché Pompeo e Cesare erano legati da vincoli di parentela; lo stesso Pompeo aveva infatti sposato Giulia, figlia di Cesare.
Nel VI libro è presente un parallelismo con l'opera di Virgilio: se nell'Eneide trova posto una profezia sul futuro di Roma da parte del padre di Enea, Anchise, al figlio disceso nell'Ade, il quale preannuncia ad Enea che fonderà una grandiosa città e sarà il capostipite di una gloriosa stirpe; antiteticamente, nel libro VI della Pharsalia, la maga Erittone resuscita il cadavere di un soldato sul campo di battaglia: questa volta non sono i vivi a scendere negli inferi per ricevere consulto, bensì è la morte stessa ad ascendere, ad invadere la terra dei vivi. Sesto Pompeo, figlio di Pompeo Magno, riceve dunque dal corpo rianimato del milite vaticini nefasti ed oscuri, che profetizzeranno la sua sconfitta nei confronti di Cesare. Il racconto, poi, procede senza alcuna regolarità narrativa: gli episodi vengono selezionati, diluiti o riassunti, a seconda delle necessità del poeta, che imposta quindi in maniera alquanto soggettiva (non mancano neppure i commenti ai singoli episodi) tutta la sua opera. 
Controverso e discusso il titolo stesso del poema: i manoscritti riportano il titolo di Bellum civile ("La guerra civile"); alcuni critici ritengono che debba più correttamente essere intitolata Pharsalia, sulla base di quello che lo stesso Lucano dice nel IX libro:
(Pharsalia, 985-986.)
La Pharsalia fu una delle fonti più preziose per Dante Alighieri, che spesso la citò nella Divina Commedia. Grande è, infatti, la considerazione di Dante per Lucano. Nel IV canto dell'Inferno il poeta fiorentino lo colloca, incontrandolo nel Limbo, tra i cinque sommi poeti che lo precedono ("sì ch'io fui sesto tra cotanto senno"): Virgilio, Omero, Orazio, Ovidio e, appunto, Lucano.